# Scaphoideus densus
Scaphoideus densus är en insektsart som beskrevs av Delong och Beery 1936. Scaphoideus densus ingår i släktet Scaphoideus och familjen dvärgstritar. Inga underarter finns listade i Catalogue of Life.